# Síťař
Síťař je staré řemeslo, jehož provozovatel vyráběl textilními technikami sítě a síťařské výrobky. Původně se nejednalo o samostatné řemeslo, ale součást řemesla provazník. Postupně vzniklo kromě ručního síťování i síťování strojní.